# Église du Nigeria
L'Église du Nigeria (en anglais : Church of Nigeria) est l'Église anglicane du Nigeria. Elle revendique « plus de 18 millions » de membres, ce qui en fait la deuxième plus grande province de la Communion anglicane, après l'Église d'Angleterre. D'autres statistiques ont dénombré 2 millions de pratiquants le dimanche.
Depuis 2002, l'Église du Nigeria est subdivisée en 14 provinces ecclésiastiques. Elle a rapidement accru son nombre de diocèses et d'évêques de 61 en 2002 à 161 en janvier 2013. Le siège de l'Église se trouve à Abuja. Son primat est l'archevêque Nicholas Okoh (en).

## Histoire

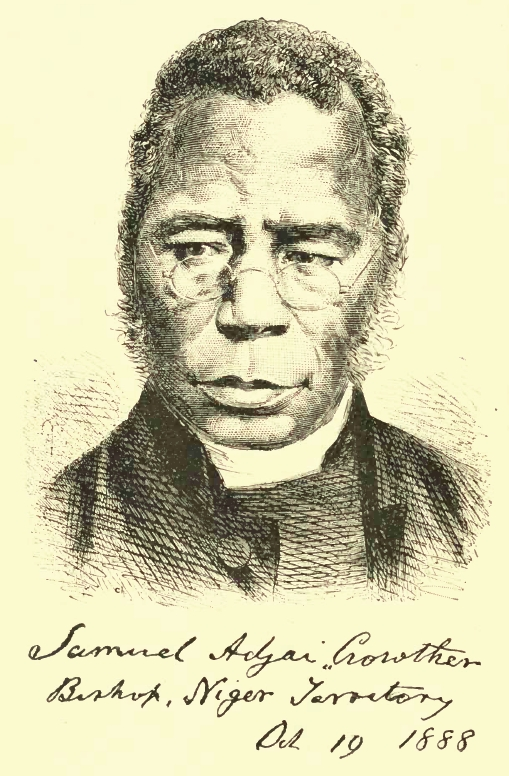
Samuel Ajayi Crowther, premier évêque noir de la Communion anglicane.

Le christianisme arrive au Nigeria au XVe siècle grâce à des moines augustins et capucins du Portugal. La première mission de l'Église d'Angleterre n'est toutefois établie qu'en 1842 à Badagry par Henry Townsend (en). En 1864, Samuel Ajayi Crowther, un ancien esclave d'ethnie yoruba, est élu évêque du Niger et premier évêque noir de la Communion anglicane. Lagos devient un diocèse à part entière en 1919.
Leslie Gordon Vining (en) devient évêque de Lagos en 1940 puis, en 1951, le premier archevêque de la nouvelle province d'Afrique de l'Ouest (en). Vining est le dernier évêque de Lagos d'origine européenne.
Le 24 février 1979, les seize diocèses du Nigeria sont incorporés dans l'Église du Nigeria, une province nouvellement fondée de la Communion anglicane, avec Timothy O. Olufosoye, alors évêque d'Ibadan, comme premier archevêque, primat et métropolite. Entre 1980 et 1988, huit diocèses supplémentaires sont créés. En 1986, Joseph Abiodun Adetiloye (en) succède à Olufosoye et devient le deuxième primat et métropolite du Nigeria, fonction qu'il occupera jusqu'en 1999.
En 1989, le diocèse d'Abuja est créé sur le territoire de la nouvelle capitale, avec Peter Akinola comme premier évêque.
Les années 1990 sont la décennie d'évangélisation pour l'Église du Nigéria, à commencer par la consécration d'évêques pour les diocèses de mission de Minna, Kafanchan, Katsina, Sokoto, Makurdi, Yola, Maiduguri, Bauchi, Egbado et Ife. Entre 1993 et 1996, le primat fonde neuf diocèses : ceux d'Oke-Osun, Sabongidda-Ora, Okigwe Nord, Okigwe Sud, Ikale-Ilaje, Kabba, Nnewi, Egbu et Nord du Delta du Niger. En décembre 1996, cinq autres diocèses de mission sont créés dans le nord : Kebbi, Dutse, Damaturu, Jalingo et Oturkbo. En 1997 et 1998, quatre diocèses sont créés : Wusasa, Abakaliki, Ughelli et Ibadan Nord. En 1999, l’Église du Nigéria établit 13 nouveaux diocèses : quatre en juillet (Oji River, Ideato, Ibadan Sud et Offa), huit en novembre (Lagos Ouest, Ekiti Ouest, Gusau, Gombe, Ouest du delta du Niger, Gwagwalada, Lafia et Bida) et celui d'Oleh en décembre. Ainsi, en 10 ans, 27 nouveaux diocèses réguliers et 15 diocèses de mission ont été créés. L'archevêque de Cantorbéry (Angleterre) affirme alors que l'Église du Nigéria est l'Église dont la croissance est la plus rapide dans la communion anglicane.
En 1997, l'Église du Nigeria est divisée en trois provinces ecclésiastiques (voir plus bas).
En 2000, l'archevêque Peter Akinola succède à l'archevêque Adetiloye en tant que primat de l'Église du Nigeria. Une de ses premières actions en tant que primat est de réunir 400 évêques, prêtres, membres laïcs et membres de l'Union des mères pour élaborer une vision de l'Église du Nigéria sous la présidence d'Ernest Shonekan, ancien Président du Nigeria. La vision élaborée est la suivante :

« L'Église du Nigeria (Communion anglicane) doit être : fondée sur la Bible, spirituellement dynamique, unie, disciplinée, indépendante, dévouée au pragmatisme évangélique et au bien-être social ; et une Église qui incarne parfaitement l'amour authentique du Christ. »

Le programme d'action comprend notamment de nouvelles traductions de la liturge, la création d'une équipe de laïcs pour la levée des fonds, l'expression d'un soutien juridique à liberté de religion et de culte, la fondation de facultés et universités de théologie, l'amélioration de l'accès à Internet dans tous les diocèses, la formation des évangélistes, des prêtres et de leurs femmes, des programmes d'aide sociale, la création d'hôpitaux et d'écoles secondaires, la dispense de cours de lecture et la fondation d'industries artisanales.
Le 7 janvier 2005, l'université Ajayi Crowther (en) reçoit la permission légale d'ouvrir comme université privée à Oyo.

## Organisation et direction

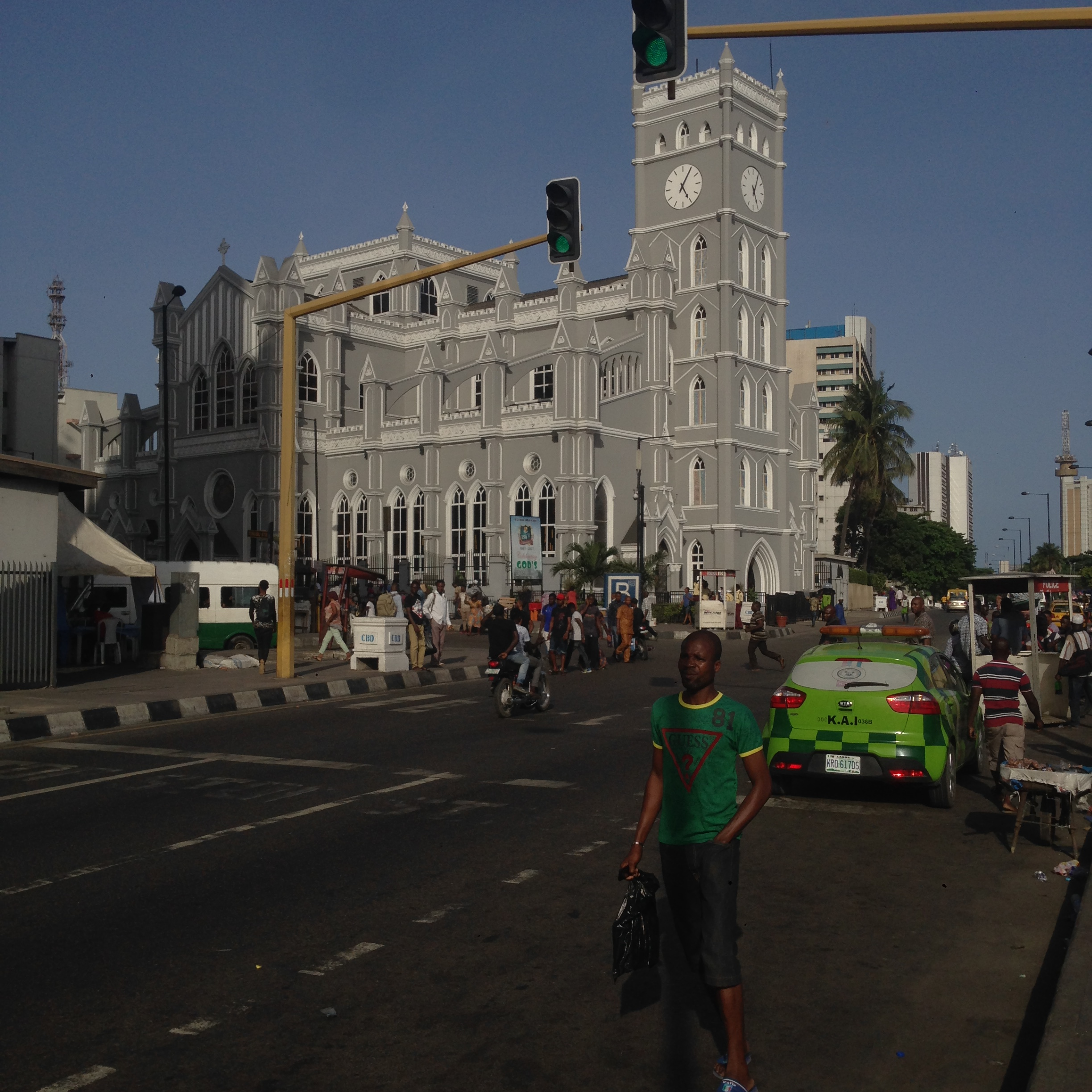
La cathédrale du Christ de Lagos

En 1997, après une croissance rapide, l'Église du Nigeria est subdivisée en trois provinces :
- la province 1, comprenant les diocèses de l'Ouest, dirigée par l'archevêque Joseph Abiodun Adetiloye (en), qui reste primat de Tout le Nigeria et archevêque métropolitain ;
- la province 2, comprenant les diocèses de l'Est, dirigée par Benjamin Nwankiti (en), évêque d'Owerri et archevêque métropolitain ;
- la province 3, comprenant les diocèses du Nord, dirigée par Peter Akinola, évêque d'Abuja, archevêque métropolitain[5].

En 2002, l'Église est réorganisée en 10 provinces ecclésiastiques.
Par la suite, l'expansion rapide de l'Église se poursuit. En 2012, l'Église compte 14 provinces dirigées par 14 évêques :
- Abuja (archevêque : Nicholas Okoh)
- Aba (archevêque : Ikechi Nwosu)
- Bendel (archevêque : Friday John Imaekhai)
- Enugu (archevêque : Emmanuel Chukwuma)
- Ibadan (archevêque : Segun Okubadejo)
- Jos (archevêque : Henry Ndukuba[8])
- Kaduna (archevêque : Ali Buba Lamido)
- Kwara (archevêque : 'Segun Adeyemi)
- Lagos (archevêque : Michael Fape)
- Lokoja (archevêque : Emmanuel A. S. Egbunu)
- Niger (archevêque : Christian O. Efobi)
- Delta du Niger (archevêque : Ignatius Kattey)
- Ondo (archevêque : G. L. Lasebikan)
- Owerri (archevêque : Caleb Maduoma)

## Primatie

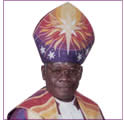
Peter Akinola, archevêque et primat de l'Église du Nigeria de 2000 à 2010.

Les quatorze archevêques disposent tous de l'autorité métropolitaine dans leurs provinces respectives. L'un d'entre eux est par ailleurs primat sous le titre de « Primat de Tout le Nigeria ». Voici la liste chronologique des primats de l'Église du Nigeria, :
| Nom                      | Années de primatie |
| ------------------------ | ------------------ |
| Timothy O. Olufosoye     | 1979–1986          |
| Joseph Abiodun Adetiloye | 1986–1999          |
| Peter Akinola            | 2000–2010          |
| Nicholas Okoh            | 2010–              |

## Réalignement anglican
L'Église du Nigéria s'est toujours opposée aux tendances progressistes de l'Église épiscopale des États-Unis et de l'Église anglicane du Canada, qui ont conduit à l'acceptation de l'homosexualité non célibataire et du clergé homosexuel non célibataire. L'ancien primat, Peter Akinola, est devenu un des chefs de file des conservateurs au sein de la Communion anglicane. Après l'ordination d'un pasteur homosexuel, Gene Robinson, en tant qu'évêque du diocèse du New Hampshire, aux États-Unis, il a menacé de considérer cette mesure comme susceptible de diviser la communion anglicane. Dans un premier temps, l’Église du Nigeria se déclare en « communion altérée » avec l’Église épiscopale des États-Unis le 21 novembre 2003. En septembre 2005, l’Église du Nigeria reformule sa constitution pour redéfinir, de son point de vue, la communion anglicane, non plus comme l'ensemble des « provinces en communion avec le siège de Cantorbéry », mais comme « l'ensemble des Églises, diocèses et provinces anglicans qui détiennent et maintiennent la foi, la doctrine, les sacrements et la discipline historiques de l'Église une, sainte, catholique et apostolique ». Toujours en 2005, l'archevêque Akinola critique l'Église d'Angleterre pour avoir autorisé le clergé à entrer dans des unions civiles de même sexe, affirmant qu'« [elle] propose le mariage homosexuel sans le nommer » et que la proposition d'inciter le clergé contactant une union civile homosexuelle à s'abstenir de relations sexuelles est « totalement irréalisable » et « provoque la duperie et le ridicule ».
Le 12 novembre 2005, l’Église du Nigeria conclut une « Convention de Concordat » avec l’Église épiscopale réformée et la province anglicane d’Amérique, deux groupes conservateurs d’origine anglicane mais extérieurs à la Communion anglicane, qui ne reconnaissent pas l’Église épiscopale des États-Unis. En octobre et décembre 2006, plusieurs églises épiscopales de Virginie se déclarent hors de communion avec l'Église épiscopale des États-Unis en raison de leur opposition à leur position sur l'homosexualité. Elles rejoignent l'Église du Nigeria par le biais de la Convocation des anglicans en Amérique du Nord (CANA), une mission initiée par l’Église du Nigeria pour soutenir les anglicans nigérians aux États-Unis. Aujourd'hui, la Convocation est principalement composée d'anglicans américains non nigérians et théologiquement conservateurs. L’Église du Nigeria est actuellement en pleine communion avec l’Église anglicane en Amérique du Nord (ACNA), créée en juin 2009 et dont la CANA est une juridiction affiliée, créée comme une alternative conservatrice aux tendances libérales de l’Église épiscopale des États-Unis et de l'Église anglicane du Canada. Le premier des quatre nouveaux diocèses américains créés pour le compte de l'ACNA par l'Église du Nigeria, sous la supervision de l'évêque missionnaire de CANA, est le diocèse missionnaire de la Trinité (en) inauguré le 19 août 2012 par l'archevêque Nicholas Okoh. La Convocation des anglicans d'Amérique du Nord est actuellement dirigée par le révérend Julian Dobbs, qui est évêque missionnaire de la Convocation et évêque diocésain de la CANA Est. Mgr Felix Orji est évêque de la CANA Ouest .
Du 21 au 26 octobre 2013, l'Église du Nigeria envoie à la GAFCON II de Nairobi (Kenya) une délégation de 470 membres menée par l'archevêque Nicholas Okoh et comprenant plusieurs évêques et archevêques.
Du 17 au 22 juin 2018, l'Église du Nigeria est représentée à la GAFCON III de Jérusalem par une délégation de 472 membres, soit la plus grande délégation de province anglicane.

## Relations œcuméniques
En octobre 2009, les dirigeants de l'église du Nigeria réagissent à la proposition du Vatican de créer des ordinariats personnels pour les anglicans traditionalistes insatisfaits en déclarant que, même si elle accueillait le dialogue œcuménique et partageait la théologie morale de l'Église catholique romaine, les structures actuelles du GAFCON répondent déjà aux besoins spirituels et pastoraux des anglicans conservateurs en Afrique.